# Mystery House
Mystery House é um jogo de aventura lançado pela On-Line Systems em 1980. Foi projetado, escrito e ilustrado por Roberta Williams e programado por Ken Williams para o Apple II. Mystery House é o primeiro jogo de aventura gráfica de todos os tempos e o primeiro jogo produzido pela On-Line Systems, a empresa que evoluiria para a Sierra On-Line. É um dos primeiros videogames de terror e também um dos primeiros a apresentar gráficos em tela.

## Enredo

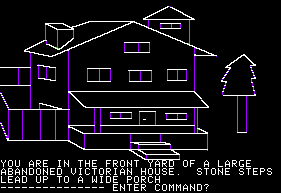
Captura de tela da cena de abertura de Mystery House

O jogo começa perto de uma mansão vitoriana abandonada. O jogador logo fica trancado dentro da casa sem outra opção a não ser explorar. A mansão contém muitos quartos interessantes e sete outras pessoas: Tom, um encanador; Sam, um mecânico; Sally, uma costureira; Dr. Green, um cirurgião; Joe, um coveiro; Bill, um açougueiro; e Daisy, uma cozinheira.
Inicialmente, o jogador deve fazer uma busca na casa para encontrar um esconderijo de joias. No entanto, os cadáveres (de outras pessoas) começam a aparecer. Torna-se óbvio que há um assassino à solta na casa, e o jogador deve descobrir quem é ou se tornar a próxima vítima.

## Desenvolvimento e lançamento
No final da década de 1970, Ken Williams tentou abrir uma empresa de software empresarial para o computador Apple II que dominava o mercado. Um dia, ele levou um terminal de teletipo para sua casa para trabalhar no desenvolvimento de um programa de contabilidade. Procurando em um catálogo, ele encontrou um jogo chamado Colossal Cave Adventure. Ele comprou o jogo e o apresentou à esposa, Roberta, e os dois o jogaram. Eles começaram a procurar algo semelhante, mas acharam o mercado subdesenvolvido. Roberta decidiu que poderia escrever o seu próprio jogo e então concebeu o enredo para Mystery House, inspirando-se no romance de Agatha Christie And Then There Were None. 
Reconhecendo que embora conhecesse um pouco sobre programação, ela precisava de outra pessoa para programar o jogo, ela convenceu o marido a ajudá-la. Ken concordou e pegou emprestado o computador Apple II de seu irmão para escrever o jogo. Ken sugeriu que adicionar cenas gráficas ao jogo baseado em texto o tornaria mais interessante para os jogadores, e o casal comprou uma máquina VersaWriter, na qual os usuários podem traçar um desenho de linha e convertê-lo em um desenho digital. Roberta desenhou setenta cenas para o jogo. Ken descobriu, no entanto, que os desenhos digitais resultantes eram grandes demais para caber em um disquete de 5¼ polegadas, por isso, ele desenvolveu uma maneira de converter as imagens em coordenadas e as instruções para o programa para redesenhar as linhas das cenas, em vez de imagens estáticas, bem como escrever uma versão melhor do software de digitalização VersaWriter. O jogo resultante é um jogo de aventura baseado em texto, com uma representação da localização do personagem exibida acima do texto. O código do jogo foi concluído em apenas alguns dias e finalizado em 5 de maio de 1980. O casal publicou um anúncio na revista Micro como On-Line Systems, e distribuiu sacolas lacradas contendo um disquete e uma folha de instruções, para serem vendidas por US$24.95 (equivalente a $ 77,42 em 2019). 

## Recepção e legado

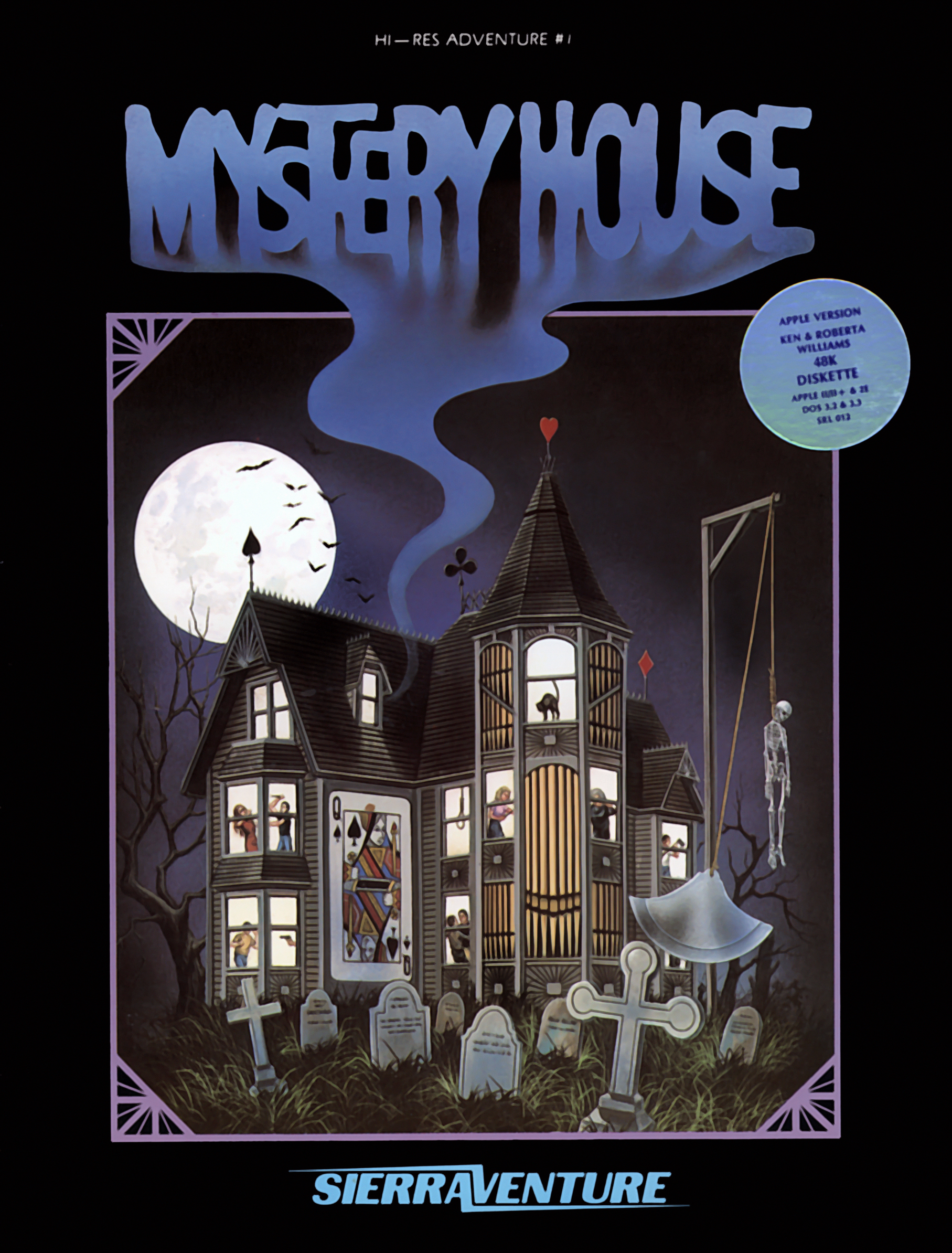
Embalagem

Para a surpresa de Williams, o que Roberta havia inicialmente considerado um projeto de hobby vendeu mais de 10.000 cópias por correspondência.  Incluindo seu relançamento em 1982 por meio da linha SierraVenture, 80.000 unidades foram vendidas em todo o mundo, tornando-o um dos jogos de computador mais vendidos da época. 
Mark Marlow revisou os jogos Mission: Asteroid, Mystery House e The Wizard and the Princess para Computer Gaming World, e afirmou que "Mystery House" é consideravelmente mais difícil e fornece muitas armadilhas para os incautos em um cenário maravilhosamente vitoriano." 
Em 1996 a Computer Gaming World classificou-o em quarto lugar na lista dos jogos de computador mais inovadores da revista. A GamePro nomeou Mystery House o 51º jogo mais importante de todos os tempos em 2007, por introduzir o componente visual aos jogos de aventura e por apresentar gráficos em um momento em que a maioria dos jogos de computador não o fazia.  Embora o jogo seja frequentemente considerado o primeiro jogo de aventura a usar gráficos, os videogames de RPG de masmorras (dungeon crawlers) já usavam gráficos antes de seu lançamento. Aplicar gráficos a um jogo de aventura, no entanto, não tinha precedentes, pois os jogos de aventura anteriores baseados em histórias eram inteiramente  baseados em texto.
O sucesso de Mystery House levou os Williams a criar a série Hi-Res Adventures, e rotular o jogo como Hi-Res Adventure #1. Após o sucesso de seu jogo seguinte, Wizard and the Princess, a dupla passou para o desenvolvimento de jogos em tempo integral, e a On-Line Systems foi incorporada em 1980 como Sierra On-Line. O jogo foi posteriormente lançado em domínio público em 1987 como parte da celebração do sétimo aniversário de Sierra. 
No Japão, vários jogos de aventura diferentes sob o título Mystery House foram lançados. Em 1982, a MicroCabin lançou Mystery House, que não estava relacionado (mas foi inspirado) no jogo da On-Line Systems de mesmo nome. No ano seguinte, a empresa japonesa Starcraft lançou um remake aprimorado do Mystery House da On-Line Systems com uma de arte mais realista e também com representação de sangue, para o NEC PC-6001 e PC-8801, enquanto Mystery House II para o MSX foi lançado como uma sequência de Mystery House da MicroCabin. As versões japonesas de Mystery House tiveram vendas de 50.000 unidades, incluindo 30.000 cópias no MSX e 20.000 cópias nos computadores PC-6001, PC-8001, PC-8801, PC-9801, FM-7 e X1.
Mystery House foi satirizado no jogo de aventura de 1982 Prisoner 2. Um local desse jogo é uma casa assustadora, onde se diz ao jogador: "Ele matou Ken!" e deve buscar absolvição por homicídio. Elementos do jogo foram posteriormente reintroduzidos no jogo da Sierra On-Line The Colonel's Bequest em 1989.

## Na cultura popular
- No filme Quero ser Grande (1988), Josh Baskin (Tom Hanks adulto) joga Mystery House.